# 인지 요법
인지 요법(cognitive therapy, CT) 또는 인지 치료는 미국의 정신과의 에런 벡이 개발한 심리요법의 일종이다. 인지 요법은 더 큰 인지 행동 치료(CBT)의 치료적 접근 방법 가운데 하나로, 1960년대에 벡이 처음 상세히 설명하였다. 인지 요법은 생각, 정서, 행동이 모두 연결되어 있으며 개개인은 난재를 극복하고, 도움이 되지 않거나 부정확한 생각, 문제 행위, 고통스러운 감정 변화를 식별하고 변화시킴으로써 목표를 달성할 수 있다는 인지 모델에 기반을 둔다. 이 요법에는 믿음의 시험과 수정, 왜곡된 사고의 식별, 각기 다른 방식으로 다른 사람과 연결짓기, 행동 변화를 위한 스킬을 개발하기 위해 치료사와 함께하는 일이 포함된다.

## 같이 보기
- 인지 트라이어드
- 합리정서행동치료(REBT)
- 인식-촉발 결정